# Сидоров Володимир Васильович
Володимир Васильович Сидоров (11 червня 1924, Київ — 2 січня 2000, Москва) — радянський військово-морський діяч, начальник Тилу ВМФ — заступник головнокомандувача ВМФ по тилу, командувач Балтійського і Тихоокеанського флотів, адмірал (21.04.1979). Кандидат у члени ЦК КПРС у 1981—1990 роках. Депутат Верховної Ради СРСР 10—11-го скликань.

## Життєпис
На військово-морській службі з 1942 року. У 1942—1946 роках — слухач Тихоокеанського вищого військово-морського училища. У 1945 році курсантом брав участь в бойових діях радянсько-японської війни.
З 1946 року служив на Балтійському флоті. У 1946—1949 роках — помічник командира тральщика «ТЩ—478». У 1949—1950 роках — командир тральщика «ТЩ—457».
Член ВКП(б) з 1949 року.
У червні 1950 — травні 1951 року — старший офіцер штабу 105-ї бригади кораблів охорони водного району. У травні — листопаді 1951 року — командир 35-го загону 10-го дивізіону тральщиків 105-ї бригади кораблів охорони водного району. У листопаді 1951 — грудні 1953 року — помічник командира гвардійського мінного загороджувача «Марті».
У 1953—1954 роках — слухач Вищих спеціальних офіцерських класів ВМФ СРСР.
У 1954—1957 роках — старший помічник командира ескадреного міноносця «Скритний». У грудні 1957—1961 роках — командир ескадреного міноносця «Світлий». У 1962 році — начальник штабу 35-ї бригади ескадрених міноносців.
У 1963 році закінчив заочно Військово-морську академію.
У 1963—1967 роках — командир 64-ї бригади кораблів охорони водного району Балтійського флоту.
У 1967—1970 роках — командир 23-й дивізії кораблів охорони водного району Північного флоту.
У 1971—1972 роках — командувач Камчатської флотилії.
У грудні 1972 — липні 1975 року — начальник штабу — 1-й заступник командувача Тихоокеанського флоту.
25 липня 1975 — 7 червня 1978 року — 1-й заступник командувача Балтійського флоту.
7 червня 1978 — 12 лютого 1981 року — командувач Балтійського флоту.
12 лютого 1981 — грудень 1986 року — командувач Тихоокеанського флоту.
У грудні 1986 — 20 березня 1991 року — заступник головнокомандувача Військово-морського флоту СРСР по тилу — начальник Тилу ВМФ СРСР.
З 1991 року — у відставці в Москві.
Помер 2 січня 2000 року. Похований в Москві на Троєкуровському цвинтарі.

## Військові звання
- адмірал (21.04.1979)

## Нагороди
- орден Жовтневої Революції
- орден Вітчизняної війни І ст. (1985)
- орден Трудового Червоного Прапора
- два ордени Червоної Зірки (1957,)
- орден «За службу Батьківщині у Збройних Силах СРСР» ІІІ ст.
- медаль «За бойові заслуги»
- медаль «За перемогу над Німеччиною у Великій Вітчизняній війні 1941—1945 рр.»
- медаль «За перемогу над Японією»
- медалі